# 上原良幸
上原 良幸（うえはら よしゆき、1950年 - ）は、日本の地方公務員。 沖縄県副知事、沖縄県信用保証協会長、沖縄観光コンベンションビューロー会長などを歴任。

## 人物・経歴
1973年（昭和48年）琉球大学法文学部経済学科卒業。同年 沖縄県庁入庁（土木部道路課）、1976年 土木部土木総務課、1980年 企画部企画総務課、1983年 総務部地方課主査、1989年（平成元年）商工労働部企業立地対策室主査、1992年 総務部財政課主幹、1995年 同部地方課課長補佐、1996年 企画部国際都市型形成推進室副参事、2000年 同室参事、2002年 企画部復興開発室長、2004年 同部参事監兼科学・学術復興室長、2005年 同部長、2009年 知事公室長。
2010年 沖縄県副知事。2011年8月 ブラジル・サンパウロで在同市日本国総領事の大部一秋らと現地県人会祝典に出席。2012年11月 フィリピン・マカティを訪問し、現地県人会記念式典に出席。2013年2月 仲里全輝の後任として県信用保証協会長。同年3月 川上好久と高良倉吉を後任に、与世田兼稔と同時に副知事退任。
同年6月 沖縄観光コンベンションビューロー会長。2016年 ムーンホテルズアンドリゾーツ会長。2017年  沖縄協会副会長。2022年 ムーンホテルズアンドリゾーツ顧問。

## 叙位・叙勲
2023年、春の叙勲で瑞宝中綬章を受章。